# Túnel Washburn
El túnel Washburn (en inglés: Washburn Tunnel) es un túnel de dos carriles para vehículos que conecta Galena Park y Pasadena, dos suburbios de Houston, Texas, de Estados Unidos.

## Descripción
Terminado en 1950, corre de norte a sur por debajo del Canal de Navegación de Houston. Fue llamado así por un auditor del condado de Harris, Texas Harry L. Washburn. Es el mayor y el primer túnel vehicular de acceso gratuito en el sur de los Estados Unidos. 
Es el único túnel vehicular submarino actualmente en operación en el estado, ya que el Túnel de Baytown fue reemplazado en 1995 por un puente. El túnel consta de un solo tubo, de 895 metros (2.909 pies) de largo.